# Yaroslava Boyko
Yaroslava Boyko (Bila, 24 de marzo de 1926- Burlington, 4 de marzo de 2023), fue una activista ucraniana. Nombre de casada Yaroslava Plaviuk, primera dama de Ucrania de 1989 a 1992.

## Biografía
Nació en el pueblo de Bila, Ternópol en Ucrania. Hija de María y del profesor de gimnasia Volodymyr Boyko. Yaroslava se graduó del Gymnasium de Ucrania, en Berchtesgaden, Alemania.
Fue esposa del último presidente de la República Popular de Ucrania Mykola Plaviuk; fue madre de cuatro hijos: Orest, Néstor, Ulana y Oksana. 
A fines de 1949, se mudó a Canadá y recibió la ciudadanía.
Yaroslava Plavyuk fue organizadoras de becas para estudiantes ucranianos, participó activamente en la organización del patrocinio del concurso literario y artístico anual de Ucrania para la mejor interpretación de las obras de Olena Teliga.

## Premios
- Certificado de honor del Alcalde de Kiev.
- Orden del Arcángel Miguel de la Iglesia Ortodoxa Ucraniana, Patriarcado de Kiev.